# 杨广镇
杨广镇，是中华人民共和国云南省玉溪市通海县下辖的一个镇。

## 行政区划
杨广镇下辖以下地区：
杨广社区、云龙村、古城村、大新村、镇海村、义广哨村、兴义村、马家湾村、杨梅沟村、五脑山村和落凤村。